# Chiaki Yamada
Chiaki Yamada (山田 千愛, Yamada Chiaki, Shizuoka, 2 augustus 1966) is een Japans voormalig voetbalster.

## Carrière
Yamada speelde voor Shimizudaihachi SC en Suzuyo Shimizu FC Lovely Ladies.
Yamada maakte op 17 oktober 1984 haar debuut in het Japans vrouwenvoetbalelftal tijdens een vriendschappelijke wedstrijd (Xi'an uitnodiging) tegen Italië. Zij nam met het Japans vrouwenvoetbalelftal deel aan de Aziatisch kampioenschap 1989 en daar behaalde Japan brons op de Spelen. Ze heeft 21 interlands voor het Japanse vrouwenelftal gespeeld en scoorde daarin drie keer.

## Statistieken
| Japans vrouwenvoetbalelftal | Japans vrouwenvoetbalelftal | Japans vrouwenvoetbalelftal |
| Jaar                        | Wed.                        | Dlp.                        |
| --------------------------- | --------------------------- | --------------------------- |
| 1984                        | 2                           | 0                           |
| 1985                        | 0                           | 0                           |
| 1986                        | 6                           | 0                           |
| 1987                        | 4                           | 1                           |
| 1988                        | 2                           | 0                           |
| 1989                        | 7                           | 2                           |
| Totaal                      | 21                          | 3                           |